# August de Prima Porta

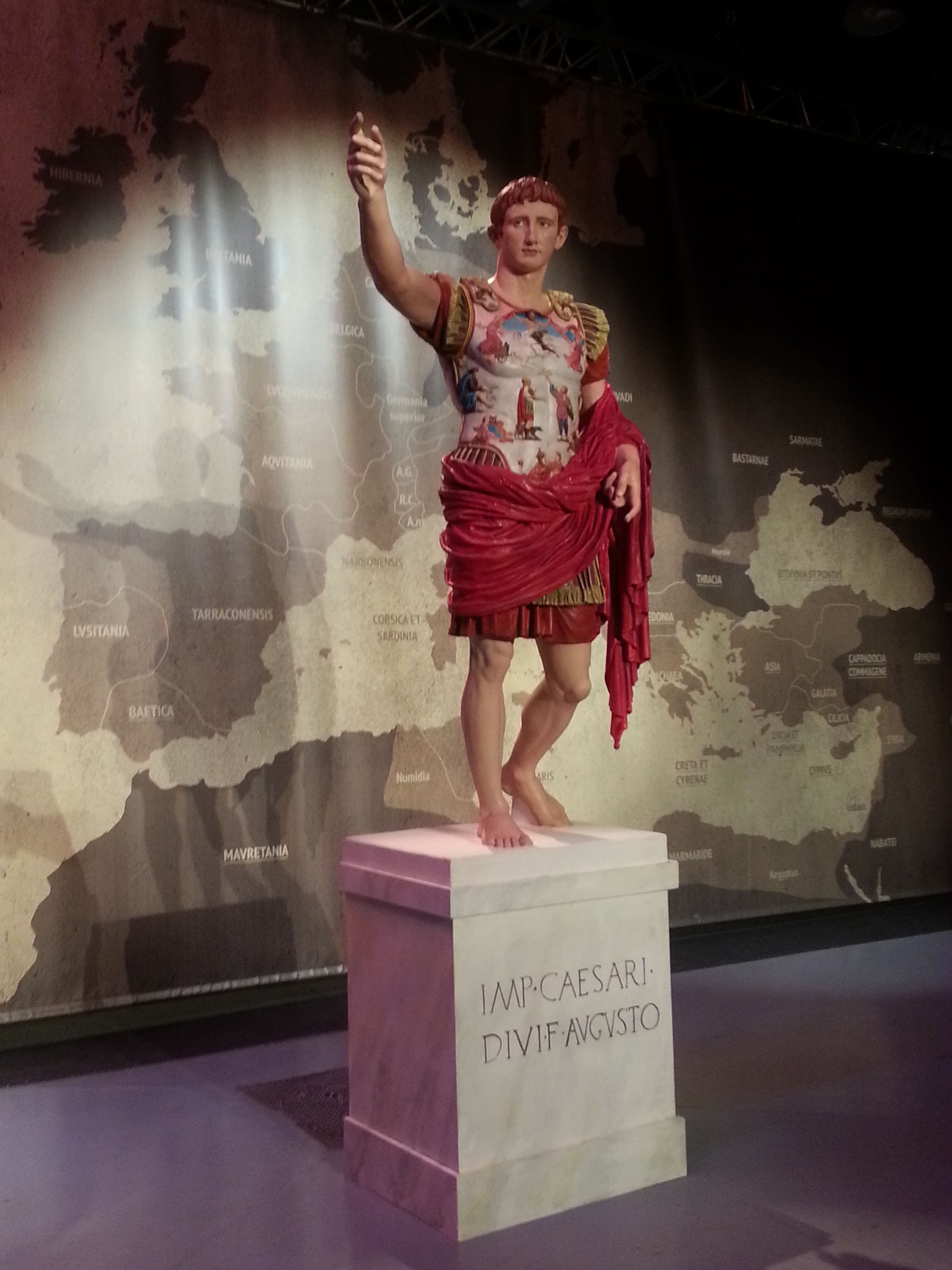
August de Prima Porta amb policromia reconstruïda segons les restes de pigments trobats a l'estàtua

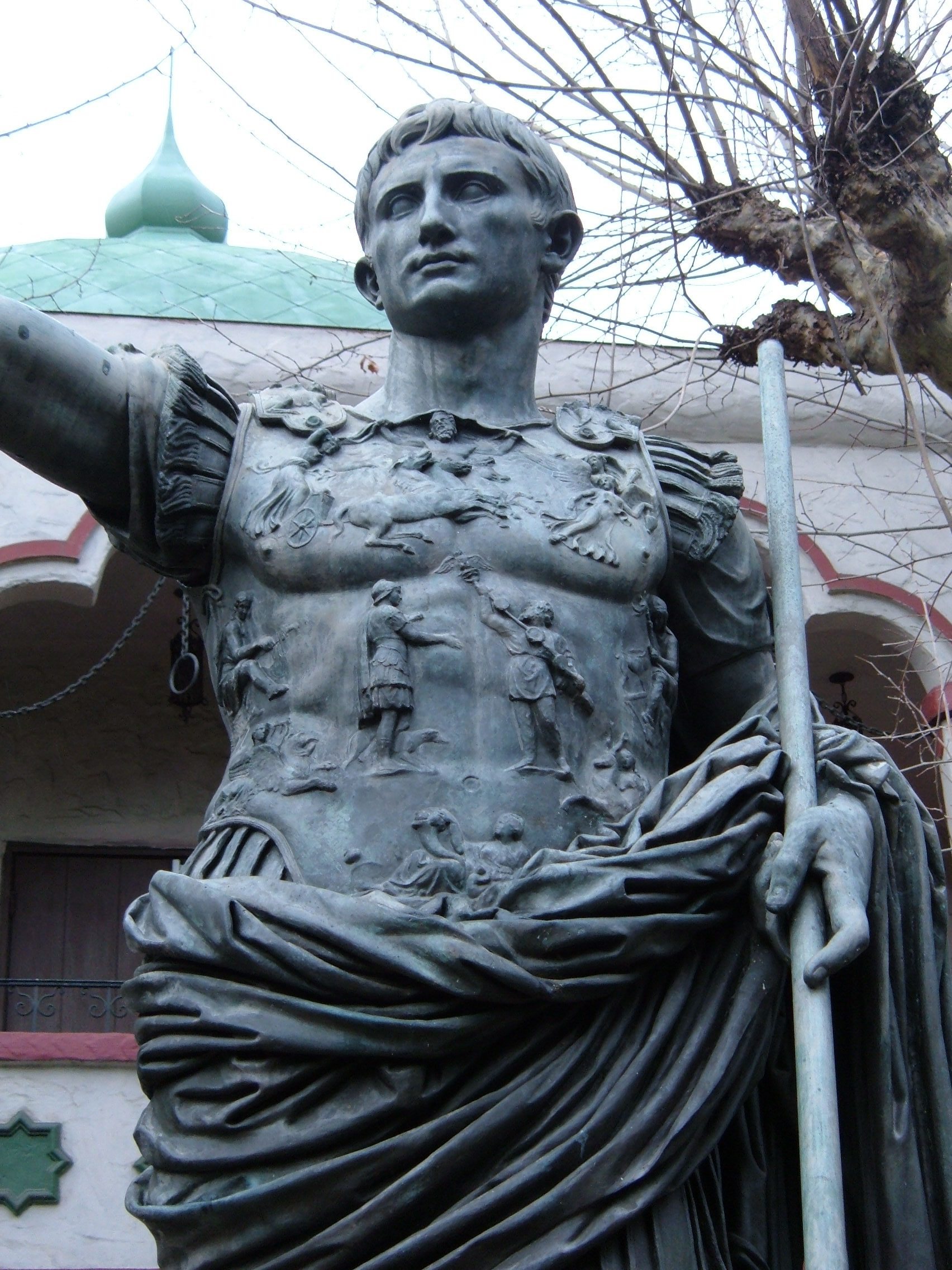
La cuirassa en una còpia de bronze

L'August de Prima Porta és una estàtua de Cèsar August que va ser descoberta el 20 d'abril de 1863 a la vil·la de Prima Porta pertanyent a Livia, a la ciutat de Roma. Es tracta d'una còpia de marbre de l'estàtua de bronze anterior. Avui dia s'exhibeix al Braccio Nuovo dels Museus Vaticans.
L'estàtua és una imatge idealitzada d'August que es basa en el Dorífor de Policlet del segle v aC. Recull la forma de contrapposto d'aquesta escultura, creant diagonals entre els membres tensos i els relaxats, un traç típic de l'escultura clàssica.
Es tracta d'una estàtua exempta, de 204 cm d'alt, tallada en marbre, i que encara conserva restes de daurat, porpra, blau i d'altres colors amb què va ser policromada.

## Gènere
És, evidentment, un retrat, dempeus, de l'emperador Octavi August, personificat com a thoracatus (literalment, en llatí, 'cuirassat') -o cap suprem de l'exèrcit romà-, que devia formar part d'un monument commemoratiu de les últimes victòries de l'emperador. August hi apareix a peu, amb indumentària militar, sostenint un bastó de comandament consular i aixecant la mà dreta, mostrant la corona de llorer del triomf a les seves tropes.
La seva cuirassa té relleus al·lusius a diversos déus romans, entre els quals Mart, el déu de la guerra, així com les personificacions dels últims territoris que havia conquerit: Hispània, Gàl·lia, Germània i Pàrtia (els perses de la frontera de l'Eufrates que havien humiliat Marc Licini Cras, i aquí apareixen tornant els emblemes robats a aquelles legions); al damunt, el carro del Sol, il·luminant els passos d'August.

## Estil
L'estàtua està clarament inspirada en el Dorífor de Policlet, encara que amb algunes modificacions que recorden un cert retrat romà d'època republicana conegut com L'orador. Tanmateix, malgrat la influència republicana, l'estil d'aquest retrat està més a la vora de l'idealisme hel·lenitzant, que del realisme llatí. Malgrat l'exactitud amb què es descriuen les faccions de l'emperador (amb la mirada trista i el serrell característic), el seu rostre tranquil i distant ha estat idealitzat; el mateix es pot dir del contrapposto, de les proporcions anatòmiques i de la profunda draperia del paludamentum o mantell militar.
D'altra banda, August ha estat retratat descalç, com els antics herois olímpics, i un Cupido (que cavalca sobre un dofí) li abraça la cama, simbolitzant la seva immortalitat com a hereu de la deessa Venus per mitjà d'Enees. Tots aquests refinaments estilístics i símbols hermètics revelen una clara inspiració grega del retrat oficial, que els emperadors romans van convertir en instrument de propaganda governamental, la funció política de la qual era molt evident: es tractava de mostrar al poble romà que l'emperador -August, en aquest cas- era un ésser excepcional, equiparable als antics herois mitològics, i també digne d'ascendir a la divinitat de l'Olimp. Qui hi havia millor que ell, si no, per governar Roma? 
L'estàtua fa servir la tècnica anomenada dels teixits mullats, que deixa transparentar la musculatura d'August.

## Identificació de l'obra
Aquesta estàtua, d'uns dos metres d'alçada, va ser descoberta el 1863, quan s'excavava una vil·la palatina dels voltants de Roma, anomenada Prima Porta. Pel que sembla, aquest va ser el lloc on es va retirar Lívia en morir el seu espòs, l'emperador August, l'any 14. L'esmentada escultura sembla que és un duplicat, encarregat per la mateixa Lívia l'any 20, d'un retrat d'August, originàriament de bronze i or, de l'any 19 aC, que s'exposava en algun lloc públic de Roma. Actualment, aquesta rèplica de marbre, que és el millor retrat conegut de l'emperador, s'exhibeix al Museu Chiaramonti, un dels Museus Vaticans.

## Context històric
El retratat, Octavi August, va ser el primer emperador de Roma (del 27 aC al 14 dC) i, a més a més, va posar fi a les guerres de conquesta. Amb ell va començar un període de pau que, llevat de guerres esporàdiques, va durar dos segles (fou l'anomenada pax romana). A l'art i, concretament, a l'escultura, també hi va haver canvis importants: si en època republicana dominava el realisme extrem, durant l'Imperi la influència grega es deixa veure als retrats dels emperadors, que eren idealitzacions que resumien totes les virtuts que havia de tenir algú excepcional, digne de governar aquell imperi.
Hi havia diversos tipus iconogràfics de retrat imperial: 
- Per exemple, aquesta de l'August de Prima Porta és una imatge toràcica, en qualitat de cap militar absolut.
- També podia ser representat com a pontífex màxim: amb un vel al cap oficiant com a cap religiós o summe sacerdot (com el retrat d'August del Museu Nacional Romà).
- Togatus, representant l'emperador amb la toga senatorial, com a cap civil absolut (com el retrat d'August com a pretor, al Museu del Louvre).
- Retrat eqüestre, del qual només es conserva un exemple, el de Marc Aureli, actualment als Museus Capitolins.
- Retrat apoteòsic, que representa l'emperador a mig vestir, personificant algun déu romà (en certa manera, el retrat d'August de Prima Porta té característiques apoteòsiques, ja que l'emperador va descalç).

## Còpies
L'any 1934 el dictador feixista italià Benito Mussolini va regalar còpies de l'estàtua de l'August de Prima Porta a les ciutats de l'Imperi Romà relacionades amb l'emperador. Una d'aquestes còpies va ser donada a la ciutat de Tarragona, i fou instal·lada el 1936 en la seva actual ubicació del passeig Arqueològic.